# INDIVIDUAL
『INDIVIDUAL』（インディビジュアル）は1994年10月24日に、ZAIN RECORDSから発売されたMANISH2枚目のアルバム｡

## 内容
- 初のフル・アルバム。
- 前作に続き、サウンドプロデュース・編曲は明石昌夫。
- 11曲中7曲は西本麻里（キーボード）による作曲。
- オリコンチャートでは、初登場で5位を記録、初動で10万枚を突破した。
- オリジナル・アルバムでは、最大のヒット作となっている。
- 本作は制作に1年3ヶ月費やされ[3]、膨大なお蔵入りが存在すると謂われる。その中から2曲が解散後に発売されたベスト・アルバム『complete of MANISH at the BEING studio』に収録。

## 収録曲
- 作詞：高橋美鈴（特記以外）
- 作曲：西本麻里（特記以外）
- 編曲：明石昌夫

1. だけど止められない(Album Version)
  - シングルはフェードアウトするが、本作はカットアウトする。
2. 走り出せLonely Night
  - 作曲：栗林誠一郎
3. 明日のStory
  - 作詞：高橋美鈴・井上留美子
4. ゆずれない瞬間（とき）
  - 作曲：栗林誠一郎
  - シングル曲ではないがMVがフルサイズで撮影された。
  - バンドのライブシーンで構成される。
5. My Boy
  - MANISHでは珍しい変拍子の楽曲。
6. もう誰の目も気にしない
  - 作詞：小田佳奈子
7. 眠らない街に流されて
  - 作詞：大黒摩季　作曲：織田哲郎
8. 君が欲しい 全部欲しい(Album Version)
  - 作詞：大黒摩季　作曲：織田哲郎
9. いつでも君に会いたかった
  - 作詞：小田佳奈子
10. ずっと見つめていたかった
  - 作詞：小田佳奈子　
  - シングル「明日のStory」のC/W。
11. eternal
  - 作詞：井上留美子　
  - MVが制作されており「ゆずれない瞬間」と同様にバンドスタイルで撮影。

## 参加ミュージシャン
- 高橋美鈴 - ボーカル
- 西本麻里 - キーボード、コーラス
  - 明石昌夫 - ベース
  - 鈴木英俊 - ギター
  - 小野塚晃（DIMENSION） - ピアノ
  - 勝田一樹（DIMENSION） - サックス
  - 大黒摩季 - コーラス
  - 栗林誠一郎（ZYYG） - コーラス
  - 生沢佑一（TWINZER） - コーラス
  - 牧穂エミ - コーラス
  - 大森絹子 - コーラス
  - 井上留美子 - コーラス
  - 高原裕枝 - コーラス